# Alénya
Alénya (katalanisch Alenyà) ist eine französische Gemeinde mit 3712 Einwohnern (Stand 1. Januar 2022) im Département Pyrénées-Orientales der Region Okzitanien. Der Ort gehört zum Arrondissement Céret und zum Kanton La Plaine d’Illibéris.

## Geographie
Alénya liegt dreieinhalb Kilometer vom Étang de Canet-Saint-Nazaire, vier Kilometer vom Mittelmeer, sieben Kilometer von Canet-en-Roussillon, vier Kilometer von Saint-Cyprien, zehn Kilometer von Perpignan und 25 Kilometer von der spanischen Grenze entfernt. Der heilige Berg der Katalanen, der Pic du Canigou, ist ungefähr 40 Kilometer entfernt.
Nachbargemeinden sind Saint-Nazaire, Canet-en-Roussillon, Saint-Cyprien, Elne, Corneilla-del-Vercol, Théza, Saleilles.
Das Dorf ist von Weingärten, Aprikosen- und Pfirsichplantagen umgeben.

## Bevölkerungsentwicklung
| Jahr                       | 1962 | 1968 | 1975 | 1982 | 1990 | 1999 | 2008 | 2017 | 2021 |
| Einwohner                  | 695  | 678  | 1006 | 1211 | 1562 | 2318 | 2912 | 3601 | 3619 |
| Quellen: Cassini und INSEE |      |      |      |      |      |      |      |      |      |